# Linda Ludgrove
Linda Kay Ludgrove (Greenwich, 8 september 1947) is een Brits voormalig zwemster. Ze nam deel aan één editie van de Olympische Zomerspelen: Tokio 1964. Ze heeft zeven wereldrecords op haar naam gehad.

## Biografie
Ludgrove, opgegroeid in de Londense wijk Sydenham, had in 1962 een succesvol debuutjaar met twee gouden en één zilveren medaille op de Gemenebestspelen en één bronzen medaille op de Europese kampioenschappen. Individueel werd ze op het EK op de 100 meter rugslag vijfde.
Ze werd dat jaar derde in de Britse verkiezing tot sportpersoonlijkheid van het jaar.
In 1964 deed ze mee aan de Olympische Spelen in Tokio, maar viel met een vijfde en een zesde plek buiten de prijzen. Ludgrove won in 1966 drie keer goud op de Gemenebestspelen en twee medailles (zilver en brons) op het EK. Ze was vijf keer Brits kampioen op de 110 yards rugslag en drie op de 220 yards rugslag.
Ludgrove beëindigde in 1967 haar sportieve carrière. In 1968 trouwde ze met zwemmer John Collins.

## Erelijst
- Europese kampioenschappen: 1x , 2x
- Britse Gemenebestspelen: 5x , 1x